# Karl Jäger
Karl Jäger (ur. 20 września 1888, zm. 22 czerwca 1959) – zbrodniarz hitlerowski, SS-Standartenführer i jeden z najwyższych oficerów Einsatzgruppe A, autor Raportu Jägera.
Urodził się w szwajcarskiej miejscowości Szafuza. Za udział w I wojnie światowej był odznaczony Krzyżem Żelaznym. Od 1923 należał do partii nazistowskiej NSDAP, a od 1932 do SS. Od 1935 pełnił służbę w Ludwigsburgu, Ravensburgu i Münster (gdzie w 1938 został szefem miejscowej SD). Po wybuchu II wojny światowej początkowo przebywał na służbie w okupowanej Holandii, by po ataku III Rzeszy na ZSRR zostać dowódcą Einsatzkommando 3 w ramach Einsatzgruppe A (działała ona w państwach bałtyckich).
Oddziały Jägera przeprowadzały masową eksterminację Żydów litewskich. Swoje zadanie wykonał w krótkim czasie, raportując już 1 grudnia 1941, iż „z wyjątkiem małych gett w Wilnie, Kownie i Szawłach, nie ma już Żydów na Litwie”. W innym raporcie (z 9 lutego 1942) Jäger podaje dokładne liczby wymordowanych przez Einsatzkommando 3 ofiar: 136 421 Żydów, 1064 komunistów, 653 osoby niepełnosprawne umysłowo oraz 134 inne osoby. W ogólnej sumie 138 272 ofiar znalazło się 55 556 kobiet i 34 464 dzieci.
Następnie Jäger pełnił funkcję szefa SD i Policji Bezpieczeństwa na obszarze Generalnego Komisariatu Rzeszy Litwa (siedzibę miał w Kownie). Jesienią 1943 został przeniesiony do Kraju Sudetów (niem. Sudetenland) i został szefem policji w Reichenbergu (obecnie Liberec). Po klęsce Trzeciej Rzeszy nie zmienił nazwiska i pracował jako rolnik w Wiesenbach (powiat Rhein-Neckar). Ostatecznie został zidentyfikowany i w kwietniu 1959 aresztowany przez władze RFN. Karl Jäger popełnił samobójstwo 22 czerwca 1959 w celi przed rozpoczęciem swojego procesu.